# 馬雷克·加林斯基 (單車手)
馬雷克·加林斯基（波蘭語：Marek Galiński，1974年8月1日—2014年3月17日），是一名波兰山地自行车运动员。他赢得了8次波兰全国比赛冠军，并代表波兰参加1996年、2000年、2004年和2008年夏季奥运会。
2014年3月他在一起交通事故中遇难，享年39岁。

## 其他链接

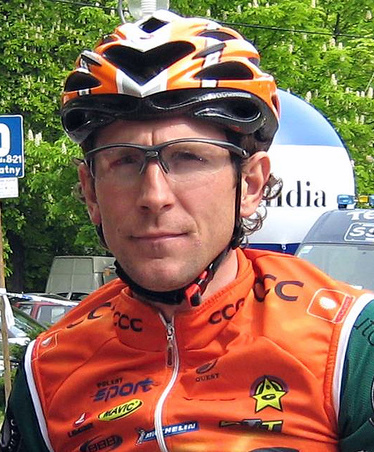
2007年的馬雷克·加林斯基

- Marek Galiński （页面存档备份，存于） at Cycling Archives （页面存档备份，存于）